# Escut de Navès
L'escut oficial de Navès té el següent blasonament:
Escut caironat: d'argent, un castell de gules obert superat d'un drac de sinople lampassat de gules. Per timbre una corona mural de poble.

## Història
Va ser aprovat el 18 de juny de 1991 i publicat en el DOGC el 8 de juliol del mateix any.
S'hi representa el castell de Navès (segle x), que pertanyia al monestir de Solsona. El drac del capdamunt és l'atribut de santa Margarida, la patrona del poble (la tradició diu que Margarida se l'empassà un drac, i que ella va obrir-ne la panxa des de dins amb l'ajut de la seva creu i, per tant, "tornà a néixer").